# Tabata Akihiro
Akihiro Tabata (sinh ngày 15 tháng 5 năm 1978) là một cầu thủ bóng đá người Nhật Bản.

## Sự nghiệp câu lạc bộ
Akihiro Tabata đã từng chơi cho Urawa Reds, JEF United Ichihara và Consadole Sapporo.